# GBP1
GBP1‏ (Guanylate binding protein 1) هوَ بروتين يُشَفر بواسطة جين GBP1 في الإنسان.